# Переплёткин, Юрий Иванович
Юрий Иванович Переплёткин (род. 30 июня 1938 года) — тюменский журналист, литератор, автор книг о людях Севера, публикаций в многочисленных сборниках и альманахах. Заслуженный работник культуры Российской Федерации (1995), Почётный работник культуры и искусства Тюменской области (2008). Член правления организации фонд имени В. И. Муравленко", председатель информационно-издательской комиссии Ханты-Мансийского землячества «Югра» в Тюмени, член редакционной коллегии общественно-политического журнала «Сибирское богатство».

## Биография
Место рождения Юрия Переплеткина — г. Ханты-Мансийск Тюменской области (на тот момент — село Самарово Омской области). 
Окончил ханты-мансийскую среднюю школу № 2, уезжал на новостройку в г. Бийск Алтайского края, где трудился асфальтировщиком, мотористом, каменщиком (1957—1958 гг.). 
Вернувшись на родину, был приглашён литсотрудником в местную газету «Знамя коммунизма» (1958—1959 гг.). Затем — собственный корреспондент по Ханты-Мансийскому округу, зав. отделом, редактор областной газеты «Тюменский комсомолец» (1959—1975 гг.), зав. отделом газеты «Тюменская правда» (1977—1980 гг.), собственный корреспондент газеты «Известия» по Тюменской области (1980—1993 гг.), руководитель информационного агентства, пресс-секретарь губернатора, начальник отдела региональной информации Тюменской областной администрации (1993—2002 гг.). 
С 1997 года был собственным корреспондентом парламентского журнала «Российская Федерация сегодня» по Западной Сибири.
Окончил отделения журналистики Уральского государственного университета (Свердловск, 1966) и Высшей партийной школы при ЦК КПСС (Москва, 1977). Член Союза журналистов с 1959 года.

## Творчество
Ещё школьником пробовал писать стихи, рассказы, очерки, печатался в местной газете. Позднее его материалы публиковались в журналах «Юность», «Сибирские огни», «Наш современник», «Родина», альманахах «Врата Сибири», «Эрентур» («Поющее озеро»), «Тобольск и вся Сибирь». Он автор книг о легендарном «огненном трактористе» П. Е. Дьякове, об освоении Самотлорского нефтяного месторождения, о создателях крупнейшего в стране Тюменского топливно-энергетического комплекса.
За время работы в печати своими публикациями способствовал созданию и укреплению Тюменского нефтегазового комплекса, поднимал принципиальные проблемы социально-экономического развития региона, создал целую галерею ярких образов наших современников. Его материалы в центральной прессе нередко имели большой общественный резонанс и в определённой степени способствовали принятию важных государственных решений по ускоренному развитию нефтегазовой индустрии в Западной Сибири.
Ю. Переплеткин как редактор, составитель и соавтор подготовил и выпустил в свет около 30 сборников, посвящённых ветеранам-нефтяникам, энциклопедические трехтомники «Соратники. Поколение Виктора Муравленко» и «Земляки. Югра в лицах и судьбах».
После выхода на пенсию продолжает активную творческую деятельность.

## Награды и звания
- Медаль «За доблестный труд. В ознаменование 100-летия со дня рождения В. И. Ленина» (1970).
- Медаль «За трудовую доблесть» (1971).
- Медаль «За освоение недр и развитие нефтегазового комплекса Западной Сибири» (1986).
- Заслуженный работник культуры Российской Федерации (1995).
- Почётный работник культуры и искусства Тюменской области (2008).
- Лауреат премии им. П. П. Ершова — за журналистскую деятельность (областной комитет ВЛКСМ, Тюмень, 1968).
- Лауреат премии им. В. И. Муравленко — за литературно-издательскую деятельность (областная общественная организация «Фонд имени В. И. Муравленко», Тюмень, 2001).
- Лауреат премии им. Н. К. Байбакова — за публицистику, посвящённую проблемам устойчивого развития энергетики и общества (Международная топливно-энергетическая ассоциация, Москва, 2004).
- Знак «Золотое перо» (2005).
- Знак «Легенда тюменской прессы» (2006).
- Лауреат регионального конкурса «Книга года» (2013) — в номинации «Лучшая документально-мемуарная книга» победил его сборник «В потоке времени».
- Высший почетный знак Союза журналистов России "Честь, достоинство, профессионализм" (2019)